# ノーナ・ゲイ
ノーナ・ゲイ（Nona Marvisa Gaye、1974年9月4日  - ）は、アメリカ合衆国の歌手・映画女優・元モデル。

## 人物
ワシントンD.C.出身。父はマーヴィン・ゲイ、祖父はジャズ・ミュージシャンのスリム・ゲイラード。
1992年、「サード・ストーン」というレーベルから歌手としてのデビュー・アルバム『ラヴ・フォー・ザ・フューチャー』をリリースし、同アルバムからのシングル「I'M Overjoyed」は全米86位、R&B/ヒップホップ・チャートで19位を記録した。2000年代からは映画に出るようになった。

### 2000年以降
2001年、AIDS調査のキャンペーンの一環として結成されたユニット「オールスター・トリビュート」に参加し、父マーヴィン・ゲイの楽曲「ホワッツ・ゴーイン・オン」をカバーしたシングルをリリースした。同年、マイケル・マン監督の『ALI アリ』に出演して俳優デビュー。翌年には飛行機事故で急逝したアリーヤの代役として『マトリックス リローデッド』の撮影に臨んだ。
また、 R・ケリーとは "Work It" と "Just Because"で共演。 "Just Because"はw:the Gap Bandの "w:Oops Upside Your Head"が挿入されている。
2006年7月、LAW & ORDER:犯罪心理捜査班にコートニー・B・ヴァンスの代役としてキャストメンバー入りしたが、第6シーズンの制作が開始したところで 制作上の不一致より彼女が降板し、代役はテレサ・ランドルが務めたが、テレサ・ランドルも2話分出演したところで降板してしまった。
2008年、AmieStreet.comから3つの楽曲（内訳： "Language of Love"、"Quarter To Three"、"Midas Lover"）が収録されたEP "Language of Love"がリリースされた。

## 出演作品
- ハーレムナイト Harlem Nights (1989)
- ALI アリAli (2001)
- マトリックス・リローデッドThe Matrix Reloaded (2003)
- マトリックス・レボリューションズThe Matrix Revolutions (2003)
- ポーラー・エクスプレスThe Polar Express (2004)
- トリプルX ネクスト・レベル XXX: State of the Union (2005)
- クラッシュCrash (2005)
- The Gospel (2005)
- ブラッド&ボーン 真拳闘魂 BLOOD AND BONE(2009)

## 俳優としての受賞歴
- Black Reel Awards
  - 2006, Best Actress: The Gospel (ノミネート)
  - 2002, Best Supporting Actress: 『ALI アリ』 (受賞)

- NAACPイメージ・アワード
  - 2004, 助演女優賞: 『マトリックス・レボリューションズ』 (ノミネート)